# Алтышево-Люльский
Алты́шево-Лю́льский (чув. Алтышево Люльски) — посёлок Алатырского района Чувашской Республики. Относится к Атратскому сельскому поселению.

## География
Посёлок расположен в 25 км к северу от районного центра, Алатыря. Ближайшая железнодорожная станция Алтышево в 8 км к югу. Посёлок расположен вдоль реки Люля. Рядом проходит региональная автодорога «Аниш», через которую до центра поселения ехать 13,5 км на север.

## История
Посёлок возник в 1925 году как сельскохозяйственная артель, первоначально назывался Алтышевская Артель. Среди жителей посёлка — мордва и русские. Основные занятия населения в период развития посёлка — сельское хозяйство, работа на лесопильном предприятии, весенний сплав леса. В 1931 году создан колхоз «Алтышево-Люльский», после чего посёлок получил то же название. В 1940 году назывался Колхоз имени Ворошилова, позднее восстановил название Алтышево-Люльский.

### Административная принадлежность
До 1927 года посёлок относился к Алатырской волости Алатырского уезда, позже — к Алтышевскому сельсовету Алатырского района. С 1951 года — в Атратском сельсовете.

## Население
| 2010 | 2012 |
| ---- | ---- |
| 12   | →12  |

Число дворов и жителей:
- 1926 год — 8 дворов, 24 мужчины, 19 женщин.
- 1939 год — 82 мужчины, 94 женщины.
- 1979 год — 55 мужчин, 81 женщина.
- 2002 год — 24 двора, 28 человек: 12 мужчин, 16 женщин (68 % мордвы, 28 % русских)[5].
- 2010 год — 5 частных домохозяйств, 12 человек: 6 мужчин, 6 женщин.